# Ця тверда земля
«Ця тверда земля» (рос. «Эта твёрдая земля») — радянський художній фільм, знятий в 1967 році на Кіностудії ім. О. Довженка.
Фільм вийшов в прокат в УРСР у 1967 році з українським дубляжем від Кіностудії Довженка.

## Сюжет
Льотчик-випробувач приїхав у рідне село розчарованим, морально травмованим, фізично виснаженим. Зустріч з дорогими йому людьми, милими серцю місцями, дотик до рідної землі відроджують його та повертають сили і впевненість у собі.

## У ролях
- Генадій Юдін — Андрій
- Аркадій Трусов — Степанчик
- Юрій Саранцев — Боговин
- Раїса Куркіна — Надія
- Ніна Ярмольчук — Ліда
- Олександр Райданов — Кочерга
- Віталік Бєляков — Льонька
- В епізодах: Володимир Ємельянов, Юрій Чекулаєв, Іван Гузіков (немає в титрах), Неоніла Гнеповська (немає в титрах), Варвара Чайка — гостя (немає в титрах)

## Знімальна група
- Автор сценарію: Олександр Сацький
- Режисер-постановник: Володимир Луговський
- Оператор-постановник: Вадим Верещак
- Художник-постановник: Вульф Агранов
- Режисер: Л. Колесник
- Композитор: Мирослав Скорик
- Оператор: М. Сергієнко
- Звукооператор: М. Медведєв
- Художник-декоратор: Петро Максименко
- Художник по костюмах: Галина Нестеровська
- Художник по гриму: М. Блажевич
- Асистенти: режисера — І. Мілютенко, Ю. Цупко; оператора — Майя Степанова
- Редактор: Юрій Пархоменко
- Монтаж: С. Роженко
- Комбіновані зйомки: художник — Михайло Полунін, оператор — Г. Сигалов
- Державний симфонічний оркестр УРСР , диригент — Володимир Кожухар
- Директор картини: Г. Чужий

## Україномовний дубляж
Фільм дубльовано українською в радянські часи.